# Болчаны
Болчаны (рум. Bălceana, Бэлчана) — село в Хынчештском районе Молдавии. Относится к сёлам, не образующим коммуну.

## География
Село расположено на высоте 104 метров над уровнем моря.

## Население
По данным переписи населения 2004 года, в селе Бэлчана проживает 1832 человека (894 мужчины, 938 женщин).
Этнический состав села:
| Национальность | Число жителей | Процентный состав |
| -------------- | ------------- | ----------------- |
| молдаване      | 1813          | 98.96             |
| украинцы       | 7             | 0.38              |
| русские        | 4             | 0.22              |
| гагаузы        | 4             | 0.22              |
| румыны         | 2             | 0.11              |
| цыгане         | 1             | 0.05              |
| прочие         | 1             | 0.05              |
| Всего          | 1832          | 100%              |